# Abel Hugo
Abel Hugo (n. 15 noiembrie 1798, Paris, Prima Republică Franceză – d. 7 februarie 1855, Paris, Franța) a fost un militar și eseist francez. A fost primul din cei trei fii ai lui Joseph Léopold Sigisbert Hugo (1773–1828) și al Sophiei Trébuchet (1772-1821), fiind fratele mai mare al scriitorului Victor Hugo.